# Општина Челинац
Општина Челинац је општина у Републици Српској, БиХ. Сједиште општине се налази у насељеном мјесту Челинац. Према резултатима пописа становништва 2013. у Босни и Херцеговини, а према коначним подацима за Републику Српску које је издао Републички завод за статистику, у општини Челинац је живјело 15.117 лица.

## Географија
Општина Челинац налази се у средишту западног дела Републике Српске. Граничи се са подручјем града Бање Луке, те општинама Лакташи, Прњавор, Теслић, Котор Варош и Кнежево. Јужни и југозападни дио општине простире се на надморској висини до 800 метара, а ка сјеверу, у највећем дијелу општине по површини, надморска висина креће се од 300 до 600 метара. Најнижа тачка са надморском висином од 196 метара је на ушћу ријеке Јошавке у Врбању.
Територија општине испресецана је токовима ријеке Врбање, Јошавке, Укрине, Шњеготине,  Турјанице и Швракаве.
Клима је умјерено-континентална, уз утицај континенталне са подручја Панонске низије и планинске климе са масива Мањаче, Влашића и Чемернице. Просечна годишња температура креће се око 11 °C. Природна богатства чине шуме, пољопривредно земљиште, руде и минерали: кречњак (Стара Дубрава), магнезит (Шњеготина Велика) и манган (Узломац).

## Насељена мјеста
Подручје општине Челинац чине насељена мјеста:
Бабићи, Балте, Басићи, Бранешци Горњи, Бранешци Доњи, Брезичани, Вијачани Горњи (заселак Јанковићи), Грабовац, Дубрава Нова, Дубрава Стара, Јошавка Горња, Јошавка Доња, Каблови, Каменица, Лађевци, Липовац, Марковац, Мемићи, Меховци, Милошево, Опсјечко, Поповац, Скатавица, Црни Врх, Челинац, Челинац Горњи, Шахиновићи, Шњеготина Велика, Шњеготина Доња, Шњеготина Средња и Штрбе.
На подручју општине Челинац постоји 17 мјесних заједница:
Бабићи, Брезичани, Бранешци, Јошавка, Лађевци, Марковац, Опсјечко, Поповац, Стара Дубрава, Црни Врх, Челинац, Шахиновићи, Шњеготина Велика, Шњеготина Доња, Шњеготина Средња, Вијачани Горњи, Штрбе.
Општина Челинац у цјелини је у саставу Републике Српске од њеног настанка 1992. године. За вријеме рата у Босни и Херцеговини, на територији општине Челинац није било непосредних ратних дејстава по чему је једна од ријетких локалних заједница у Републици Српској и цјелокупној Босни и Херцеговини.

## Политичко уређење

### Општинска администрација
Начелник општине представља и заступа општину и врши извршну функцију у Челинцу. Избор начелника се врши у складу са изборним Законом Републике Српске и изборним Законом БиХ. Општинску администрацију, поред начелника, чини и скупштина општине. Институционални центар општине Челинац је насеље Челинац, гдје су смјештени сви општински органи.
Начелник општине Челинац је Владо Глигорић испред Савеза независних социјалдемократа, који је на ту функцију ступио након локалних избора у Босни и Херцеговини 2020. године. Састав скупштине Општине Челинац је приказан у табели.

## Становништво
По службеном попису становништва из 1991. године, општина Челинац је имала 18.713 становника, распоређених у 30 насељених места.
По попису становништва 2013. у Босни и Херцеговини, а према коначним подацима за Републику Српску које је издао Републички завод за статистику, у општини Челинац је живјело 15.117 лица.

### Национални састав
| Националност       | 2013.           | 1991.           | 1981.           | 1971.           |
| Срби               | 14.508 (95,97%) | 16.554 (88,46%) | 15.832 (86,25%) | 15.880 (91,10%) |
| Муслимани/Бошњаци  | 395 (2,61%)     | 1.446 (7,72%)   | 1.232 (6,71%)   | 1.209 (6,93%)   |
| Хрвати             | 48 (0,32%)      | 76 (0,40%)      | 86 (0,46%)      | 90 (0,51%)      |
| Југословени        | –               | 377 (2,01%)     | 885 (4,82%)     | 14 (0,08%)      |
| остали и непознато | 166 (1,1%)      | 260 (1,38%)     | 319 (1,73%)     | 237 (1,35%)     |
| Укупно             | 15.117          | 18.713          | 18.354          | 17.430          |

Приказ кретања броја становника по насељеним мјестима између два пописа. Резултати по насељима за 2013. годину су коначни подаци за Републику Српску које је издао Републички завод за статистику.
|    | Насеље           | 1991 г. | 2013 г. |
| -- | ---------------- | ------- | ------- |
| 1  | Балте            | 234     | 141     |
| 2  | Басићи           | 237     | 27      |
| 3  | Бранешци Горњи   | 645     | 375     |
| 4  | Бранешци Доњи    | 779     | 555     |
| 5  | Брезичани        | 517     | 393     |
| 6  | Вијачани Горњи   | 544     | 362     |
| 7  | Грабовац         | 648     | 568     |
| 8  | Дубрава Нова     | 13      | 24      |
| 9  | Дубрава Стара    | 771     | 614     |
| 10 | Јошавка Горња    | 563     | 441     |
| 11 | Јошавка Доња     | 957     | 746     |
| 12 | Каблови          | 294     | 118     |
| 13 | Каменица         | 28      | 38      |
| 14 | Лађевци          | 527     | 303     |
| 15 | Липовац          | 308     | 119     |
| 16 | Марковац         | 167     | 161     |
| 17 | Мемићи           | 218     | 118     |
| 18 | Меховци          | 266     | 7       |
| 19 | Милошево         | 359     | 322     |
| 20 | Опсјечко         | 950     | 1180    |
| 21 | Поповац          | 306     | 144     |
| 22 | Скатавица        | 149     | 70      |
| 23 | Црни Врх         | 756     | 520     |
| 24 | Челинац          | 4857    | 5097    |
| 25 | Челинац Горњи    | 513     | 514     |
| 26 | Шахиновићи       | 170     | 104     |
| 27 | Шњеготина Велика | 836     | 534     |
| 28 | Шњеготина Доња   | 572     | 326     |
| 29 | Шњеготина Средња | 922     | 583     |
| 30 | Штрбе            | 605     | 613     |

## Познате личности
- Рајко Кузмановић, председник Академије наука и умјетности Републике Српске, председник Републике Српске
- Жељко Благојевић, српски ултрамаратонац
- Радослав Брђанин, српски политичар и инжењер
- Раде Радић, четнички командант из Другог светског рата
- Александар Џомбић, бивши премијер Републике Српске